# Distrito de Kronach
Kronach es uno de los 71 distritos en que está dividido administrativamente el estado alemán de Baviera.
Está rodeado por (desde el este y en dirección contraria a las manecillas del reloj) los distritos de Hof, Kulmbach, Lichtenfels y Coburgo, y el estado de Turingia (distritos de Sonneberg, Saalfeld-Rudolstadt y Saale-Orla. 

## Historia
Kronach fue regida por el obispado de Bamberg desde 1102 hasta 1803, cuando los estados clericales de Alemania fueron disueltos. Luego se integró en Baviera, donde los distritos de Kronach y Teuschnitz fueron establecidos en el territorio del distrito actual. En 1931, estos distritos fueron fusionados para formar el distrito de Kronach.

## Ciudades y municipios
| Ciudades                                               | Municipios                                                                                 | |
| ------------------------------------------------------ | ------------------------------------------------------------------------------------------ | --- |
| 1. Kronach 2. Ludwigsstadt 3. Teuschnitz 4. Wallenfels | 1. Küps 2. Marktrodach 3. Mitwitz 4. Nordhalben 5. Pressig 6. Reichenbach 7. Schneckenlohe | 1. Steinbach am Wald 2. Steinwiesen 3. Stockheim 4. Tettau 5. Tschirn 6. Weißenbrunn 7. Wilhelmsthal |